# Alterungsschutzmittel
Alterungsschutzmittel sind chemische Substanzen, die anderen Stoffen oder Stoffgemischen zugesetzt werden, um letztere vor unerwünschten Alterungsvorgängen zu schützen oder die Alterung zu verzögern. Alterungsschutzmittel zählen zu den Additiven.

## Grundstrukturen
| Name                         | Strukturformel |
| ---------------------------- | -------------- |
| Butylhydroxytoluol (BHT)     |                |
| Benzotriazol                 |                |
| 2,2,6,6-Tetramethylpiperidin |                |

## Anwendung in Natur- und Synthesekautschuk
Bei der Vulkanisation setzt man dem Kautschuk Alterungsschutzmittel zu, um die durch Hitze, Licht-, Ozon-, Sauerstoff- und Schwermetalleinwirkung hervorgerufenen nachteiligen Alterungsvorgänge der Gummiprodukte zu verzögern. In der Kautschukindustrie werden beispielsweise substituierte Phenole [Beispiele: 2,6-Di-tert-butyl-4-methylphenol (BHT), 2,2'-Methylen-bis(4-methyl-6-tert-butyl-phenol) und 2,2'-Methylen-bis(4-methyl-6-cyclohexyl-phenol)],  Diarylamine, substituierte p-Phenylendiamine oder heterocyclische Mercaptoverbindungen (Beispiele: 2-Mercaptobenzimidazol und Methyl-2-mercaptobenzimidazol) als Alterungsschutzmittel eingesetzt.
| Name                                                                                     | CAS-Nummer | Handelsnamen                         | Strukturformel |
| ---------------------------------------------------------------------------------------- | ---------- | ------------------------------------ | -------------- |
| 2,2′-Methylenbis(4-methyl-6-tert-butylphenol)                                            | 119-47-1   | Vulkanox BKF, Anti Ox, LOWINOX 22M46 |                |
| 2,2'-Methylen-bis(4-methyl-6-cyclohexylphenol) [2,2'-Methylenbis(6-cyclohexyl-p-kresol]) | 4066-02-8  | Vulkanox ZKF                         |                |
| Butylhydroxytoluol (BHT)                                                                 | 128-37-0   | Vulkanox BHT                         |                |

## Anwendung in Kunststoffen und Schmierstoffen
Zum Schutz von Kunststoffen, Schmierölen und Schmierfetten vor unerwünschten Alterungseinflüssen werden ähnliche Antioxidantien, Antiozonantien, Lichtschutzmittel et cetera eingesetzt, die oft als Radikalfänger wirken und unter den Sammelbezeichnungen „Stabilisatoren“ oder „Additive“ zusammengefasst werden. Bisweilen werden auch zinkorganische Verbindungen (Zinkdialkyldithiophosphonate) als Antioxidantien eingesetzt.
Die sterisch gehinderten Amine (HALS) basieren auf 2,2,6,6-Tetramethylpiperidin.
| Name                                                      | CAS-Nummer                  | Handelsnamen                                                                       | Strukturformel |
| --------------------------------------------------------- | --------------------------- | ---------------------------------------------------------------------------------- | -------------- |
| PAO-1                                                     | 2082-79-3                   | ADK STAB AO-50, Anox PP-18, Dovernox 76, Irganox 1076                              |                |
| PAO-2                                                     | 6683-19-8                   | ADK STAB AO-60, Anox 20, Dovernox 10, Hostanox O10, Irganox 1010                   |                |
|                                                           | 32509-66-3                  | Hostanox O3                                                                        |                |
| PAO-3                                                     | 90498-90-1                  | ADK STAB AO-80, Sumilizer GA80                                                     |                |
| PAO-4                                                     | 40601-76-1                  | Cyanox 1790, Irganox 3790, Lowinox 1790                                            |                |
| PAO-5                                                     | 27676-62-6                  | ADK STAB AO-20, Alvinox FB, Cyanox 1741, Dovernox 3114, Irganox 3114, ANOX IC-14   |                |
| Vitamin E (Tocopherol)                                    | 10191-41-0                  | Irganox E201, Ronotec 201                                                          |                |
| AA-1                                                      | 10081-67-1                  | MileOx 445, Dusantox 86, Naugard 445, Nonflex DCD                                  |                |
| BF-1                                                      | 181314-48-7                 | HP-136                                                                             |                |
| HA-1                                                      | 143925-92-2                 | Fiberstab, FS-042, Irgastab FS042                                                  |                |
| P-1                                                       | 31570-04-4                  | ADK STAB 2112, Alkanox 240, Alvinox P, Doverphos S480, Hostanox PAR24, Irgafos 168 |                |
| P-2                                                       | 119345-01-6                 | Alkanox 24-44, Irgafos PEPQ, Sandostab PEPQ, Hostanox P-EPQ                        |                |
| P-3                                                       | 26741-53-7                  | Alkanox P-24, Irgafos 126, Ultranox 626                                            |                |
| S-1                                                       | 693-36-7                    | Cyanox STDP, Hostanox SE4, Irganox PS802                                           |                |
| Dioctadecyldisulfid                                       | 2500-88-1                   | Hostanox SE10                                                                      |                |
| UVA-BP-1                                                  | 1843-05-6                   | Milestab 81, Chimassorb 81, Cyasorb UV-531, Uvasorb 3C, Uvinul 3008                |                |
| UVA-2                                                     | 25973-55-1                  | Tinuvin 328, Cyasorb UV-2337, Uvinul 3028, UV-328                                  |                |
| UVA-3                                                     | 3896-11-5                   | Milestab 326, Tinuvin 326, Uvinul 3026                                             |                |
| UVA-BZT-1                                                 | 3147-75-9                   | Milestab 329, Cyasorb UV-5411, Lowilite 29, Sumisorb 709, Tinuvin 329, Uvinul 3029 |                |
|                                                           | 3864-99-1                   | Uvinul 3027                                                                        |                |
| Drometrizol                                               | 2440-22-4                   | Milestab P, Tinuvin P, Uvinul 3033 P                                               |                |
| Drometrizol-Trisiloxan                                    | 155633-54-8                 |                                                                                    |                |
|                                                           | 70321-86-7                  | Milestab 234, Uvinul 3034, Tinuvin 234, UV-234                                     |                |
| UVA-HTZ-1 / UVA-4                                         | 2725-22-6                   | Milestab 1164, Cyasorb UV-1164                                                     |                |
| UVA-HTZ-2                                                 | 147315-50-2                 | Milestab 1577, Tinuvin 1577                                                        |                |
| Ni-1                                                      | 14516-71-3                  | Milestab 1084, Cyasorb UV-1084, Lowilite Q84, Uvasorb NI                           |                |
| HALS-11: 2,2,6,6-Tetramethyl-4-piperidinol                | 2403-88-5411                |                                                                                    |                |
| LMW-HA(L)S-1: Bis(2,2,6,6-tetramethyl-4-piperidyl)sebacat | 52829-07-9                  | ADK STAB LA-77, Lowilite 77, Sanol LS770, Tinuvin 770, Uvasorb HA77, Uvinul 4077 H |                |
| LMW-HA(L)S-2                                              | 167078-06-0 (24860-22-8)    | Cyasorb UV-3853, (Dastib 845)                                                      |                |
| LMW-HA(L)S-3                                              | 124172-53-8                 | Milestab 4050, Uvinul 4050 H                                                       |                |
| HMW-HA(L)S-1                                              | 65447-77-0                  | Cyasorb UV-3622, Lowilite 62, Tinuvin 622, Uvinul 5062 H                           |                |
| HMW-HA(L)S-2                                              | 71878-19-8 (und 70624-18-9) | Chimassorb 944, Lowilite 94                                                        |                |
| HMW-HA(L)S-3                                              | 82451-48-7                  | Cyasorb UV-3346                                                                    |                |
| HMW-HA(L)S-4                                              | 106990-43-6                 | ADK STAB LA102, Chimassorb 119                                                     |                |